# پالاپی، بوتسوانا
پالاپی (به انگلیسی: Palapye) شهری در ناحیهٔ مرکزی کشور بوتسوانا است که در سال ۲۰۰۰ میلادی ۲۹٬۵۶۵ نفر جمعیت داشته که از این تعداد، ۱۳٬۹۹۵ نفر مرد و ۱۵٬۵۷۰ نفر زن بوده‌اند.